# Водвуд
Водву́д — галицьке прізвище польського походження. Значення слова — «одуд».

## Відомі носії
- Володимир Водвуд — український музичний продюсер.[3]
- Ніка Водвуд — російська інтерсекційна феміністка і кіберактівістка.
- Іван Степанович Водвуд — український музикант, лауреат премії Міжнародного мистецького конкурсу «Panorama-Art» 2020 року.[4]
- Іван Водвуд — член ОУН.[5]